# Quercus hirtifolia
Quercus hirtifolia là một loài thực vật có hoa trong họ Cử. Loài này được M.L.Vázquez, S.Valencia & Nixon mô tả khoa học đầu tiên năm 2004.

## Hình ảnh